# فدوى البرغوثي
فدوى محمد إسماعيل إبراهيم وتُعرف بـ فدوى البرغوثي (أم القسّام؛ وُلدت في 15 مايو 1963 في كوبر) هي محامية وعضو المجلس الثوري الفلسطيني وزوجة النائب الأسير مروان البرغوثي، حاصلة على درجة الماجستير في القانون عام 2003 من جامعة القدس، وحاصلة على شهادة البكالوريوس في القانون من جامعة بيروت عام 1997.
في عام 2009، فازت بانتخابات المجلس الثوري لحركة فتح التي عُقدت أثناء المؤتمر السادس لحركة فتح في بيت لحم وصارت عضوًا فيه. وفي 4 ديسمبر 2016 فازَت مرة أخرى بعضوية المجلس.

## معرض الصُور

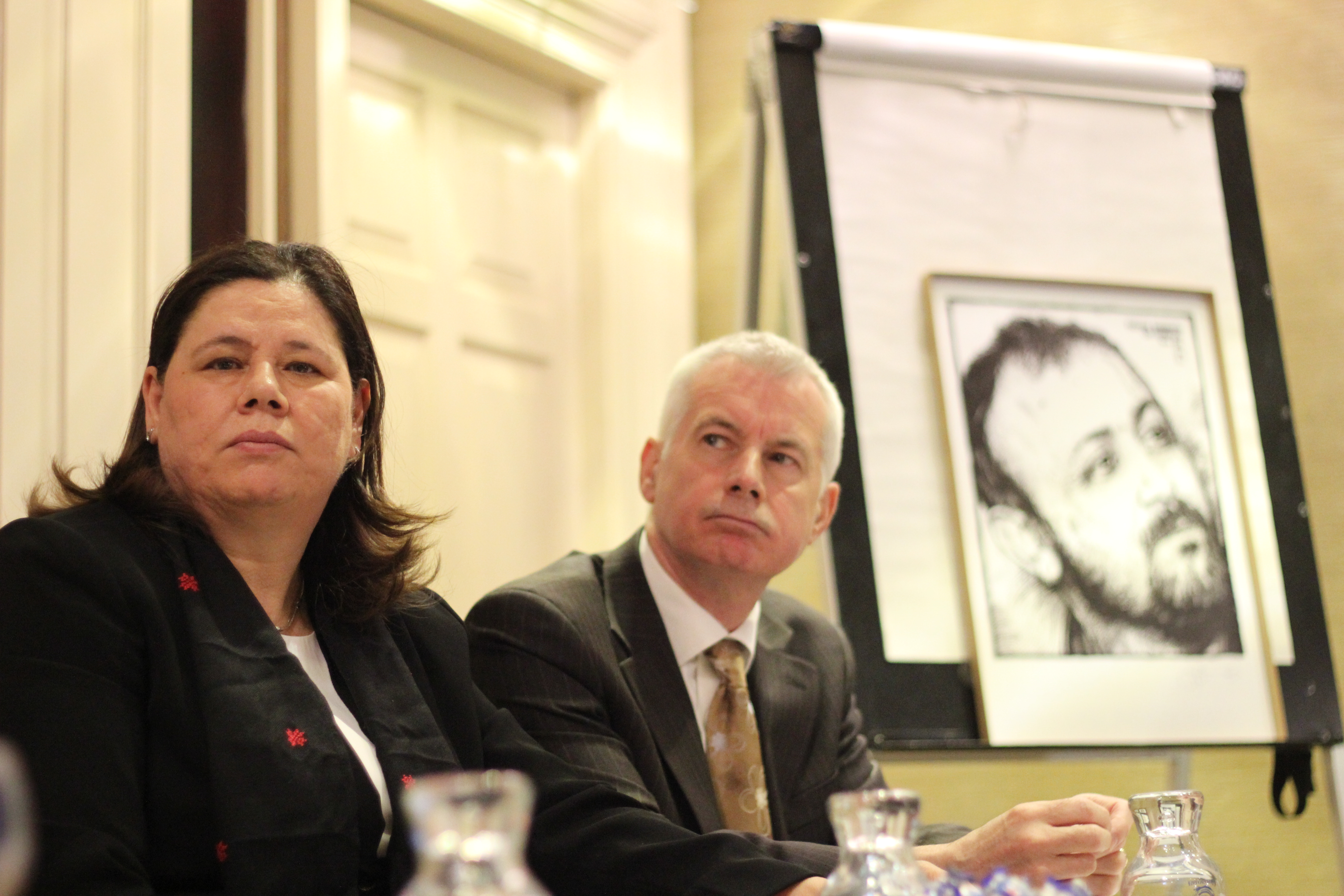
فدوى البرغوثي مع شون كرو
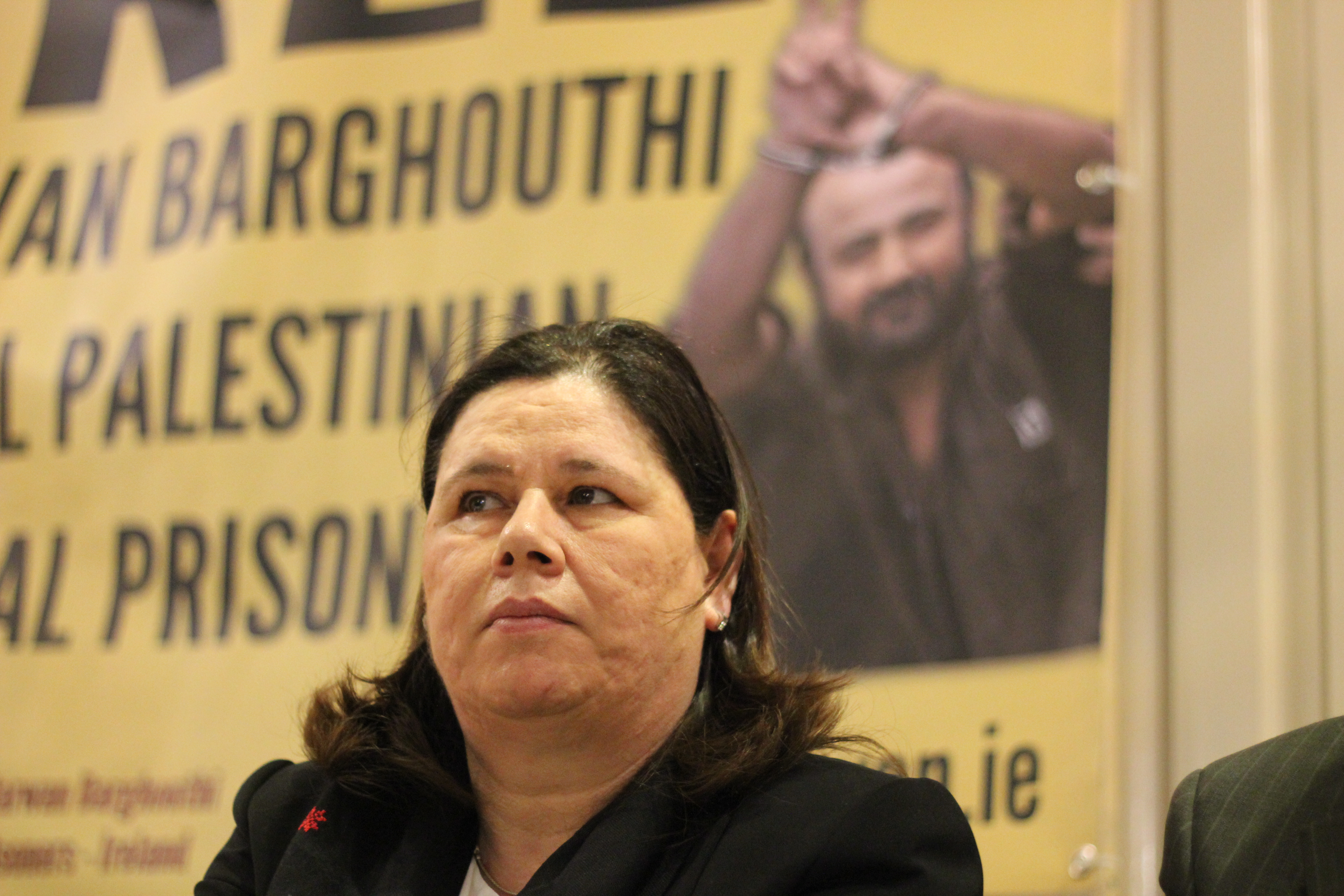

## روابط خارجية
- فدوى البرغوثي قصة كفاح امرأة فلسطينية تسند ظهر مناضل.